# Дзеркальна матерія
 У фізиці дзеркальна матерія, також звана матерією тіні або матерією Аліси, є гіпотетичним аналогом звичайної матерії.

## Огляд
Сучасна фізика має справу з трьома основними типами просторової симетрії. відображенням, обертанням і трансляцією. Відомі елементарні частинки дотримуються симетрії обертання та трансляції, але не дотримуються симетрії дзеркального відбиття (яка також називається Р-симетрією або парністю). З чотирьох фундаментальних взаємодій — електромагнетизму, сильної взаємодії, слабкої взаємодії та гравітації — лише слабка взаємодія порушує парність.
Порушення паритету в слабких взаємодіях було вперше постульовано Цун Дао Лі та Чен Нін Янгом  у 1956 році як рішення τ-θ головоломки. Вони запропонували низку експериментів, щоб перевірити, чи слабка взаємодія є інваріантною щодо парності. Ці експерименти були проведені через півроку і підтвердили, що слабкі взаємодії відомих частинок порушують парність.
Однак симетрію парності можна відновити як фундаментальну симетрію природи, якщо вміст частинок збільшити так, щоб кожна частинка мала дзеркального партнера. Теорія в її сучасній формі була описана в 1991 році, хоча основна ідея сягає більш глибокої давнини. Дзеркальні частинки взаємодіють між собою так само, як і звичайні частинки, за винятком випадків, коли звичайні частинки мають лівосторонню взаємодію, а дзеркальні частинки — правосторонню. Таким чином виявляється, що дзеркальна відбивна симетрія може існувати як точна симетрія природи за умови, що для кожної звичайної частинки існує «дзеркальна» частинка. Парність також може бути спонтанно порушена залежно від потенціалу Хіггса. У той час як у випадку непорушеної паритетної симетрії маси частинок такі ж, як і їхні дзеркальні партнери, у випадку порушеної паритетної симетрії дзеркальні партнери легші або важчі.
Дзеркальна матерія, якщо вона існує, буде слабко взаємодіяти зі звичайною матерією. Це пояснюється тим, що сили між дзеркальними частинками опосередковуються дзеркальними бозонами. За винятком гравітону, жоден із відомих бозонів не може бути ідентичним своїм дзеркальним партнерам. Єдиний спосіб, у який дзеркальна матерія може взаємодіяти зі звичайною матерією за допомогою сил, відмінних від сили тяжіння, — це кінетичне змішування дзеркальних бозонів зі звичайними бозонами. Ці взаємодії можуть бути дуже слабкими. Таким чином, дзеркальні частинки були запропоновані як кандидати на передбачувану темну матерію у Всесвіті.
В іншому контексті, було запропоновано, що дзеркальна матерія породжує ефективний механізм Хіггса, відповідальний за порушення електрослабкої симетрії. У такому сценарії дзеркальні ферміони мають маси порядку 1 ТеВ, оскільки вони взаємодіють із додатковою взаємодією, тоді як деякі з дзеркальних бозонів ідентичні звичайним калібрувальним бозонам. Щоб підкреслити відмінність цієї моделі від наведених вище, ці дзеркальні частинки зазвичай називають катоптронами.

## Ефекти спостереження

### Розповсюдженість
Дзеркальна речовина могла бути розбавлена до неспостережувано низької щільності в епоху інфляції. Шелдон Глешоу показав, що якщо на якомусь високому енергетичному масштабі існують частинки, які сильно взаємодіють як зі звичайними, так і з дзеркальними частинками, радіаційні поправки призведуть до змішування фотонів і дзеркальних фотонів. Це змішування призводить до надання дзеркальним електричним зарядам дуже малого звичайного електричного заряду. Іншим ефектом змішування фотонів із дзеркальними фотонами є те, що воно викликає коливання між позитронієм і дзеркальним позитронієм. Потім позитроній міг перетворитися на дзеркальний позитроній, а потім розпатися на дзеркальні фотони.
Змішування фотонів і дзеркальних фотонів може бути присутнім на діаграмах Фейнмана на деревному рівні або виникнути як наслідок квантових поправок через присутність частинок, які несуть як звичайні, так і дзеркальні заряди. В останньому випадку квантові поправки повинні бути нульовими на одно- та дво- петлевих діаграмах Фейнмана, інакше прогнозоване значення кінетичного параметра змішування було б більшим, ніж дозволено експериментально.
Експеримент з вимірювання ефекту змішування фотонів і дзеркальних фотонів планувався в листопаді 2003 року.

### Темна матерія
Якщо дзеркальна матерія дійсно існує у великій кількості у Всесвіті і якщо вона взаємодіє зі звичайною матерією через змішування фотонів і дзеркальних фотонів, то це можна виявити в експериментах прямого виявлення темної матерії, таких як DAMA/NaI і його наступник DAMA/LIBRA. Фактично, це один із небагатьох кандидатів на темну матерію, який може пояснити позитивний сигнал темної матерії DAMA/NaI, і водночас узгоджується з нульовими результатами інших експериментів з темною матерією.

### Електромагнітні ефекти
Дзеркальна матерія також може бути виявлена в експериментах з проникненням електромагнітного поля, і це також матиме наслідки для планетознавства та астрофізики.

### Головоломка ГЗК
Дзеркальна матерія також може бути відповідальною за головоломку GZK. Топологічні дефекти в дзеркальному секторі можуть створювати дзеркальні нейтрино, які можуть осцилювати до звичайних нейтрино. Інший можливий спосіб обійти обмеження GZK - це нейтронно-дзеркальні осциляції нейтронів.

### Гравітаційні ефекти
Якщо дзеркальна матерія присутня у Всесвіті в достатній кількості, тоді її гравітаційні ефекти можна виявити. Оскільки дзеркальна матерія аналогічна звичайній матерії, можна очікувати, що частка дзеркальної матерії існує у формі дзеркальних галактик, дзеркальних зір, дзеркальних планет тощо. Ці об'єкти можна виявити за допомогою гравітаційного мікролінзування. Також можливо, що деякі зорі мають супутники схожі на дзеркальні об’єкти. У таких випадках можна виявити періодичні доплерівські зрушення в спектрі зорі. Є декілька вказівок на те, що такі ефекти вже могли спостерігатися.

### Коливання нейтронів до дзеркальних нейтронів
Нейтрони, які є електрично нейтральними частинками звичайної матерії, можуть коливатися у своєму дзеркальному партнері, дзеркальному нейтроні. Нещодавні експерименти шукали нейтрони, які зникають у дзеркальному світі. Більшість експериментів не виявили сигналу і, отже, встановили обмеження на швидкості переходу до дзеркального стану, одна стаття стверджувала про наявність сигналів. Сучасні дослідження шукають сигнали, де прикладене магнітне поле регулює рівень енергії нейтрона до дзеркального світу. Цю різницю в енергіях можна інтерпретувати завдяки наявності дзеркального магнітного поля в дзеркальному світі або різниці мас нейтрона та його дзеркального партнера. Такий перехід до дзеркального світу міг би також вирішити загадку тривалості життя нейтрона. Експерименти з пошуку дзеркальних осциляцій нейтронів тривають на джерелі UCN Інституту Пауля Шеррера, Швейцарія, Інституті Лауе-Ланжевен, Франція та Spallation Neutron Source, США.